# عملية إعادة بناء صدر الرجل
تحدث عملية إعادة بناء صدر الرجل غالبًا لدى الرجال أصحاب الصدر الأنثوي، الناجِم عن التثدي أو وجود حالة مثل التحول الجنسي للرجل، لإكساب الصدر مظهرًا أكثر ذكورة. وبالنسبة إلى الأشخاص ذوي التحول الجنسي وتغيير الجنس، فقد يحدث ذلك كجزء من تحويل الجسم الأنثوي إلى جسم ذكوري.

## تكبير الثدي
إنَّ عملية إعادة بناء صدر الرجل عادةً ما تسْبِق جراحة في الجهاز التناسلي للرجال المُتحولين جنسيًا؛ حيث إنَّ شكل الثدي البارز هو إحدى الصفات الجنسية لدى الأنثى.
وبينما يُمكن إجراء عملية لاستئصال الجلد المحيط باللعوة لدى أصحاب الصدور الصغيرة، تبقى مشكلة المحافظة على عُنَيْقة مناسبة لدعم المعقد الهالي للحلمة بدون ُبروز للعُنيْقات عبر الجلد إحدى التحديَّات التي يُواجِهها الأطبَّاء. ويتسبب نقل الجلد إلى حواف منطقة اللعوة المنكمشة في تجعيده والذي يأمل الأطباء في تحوله إلى نسيجٍ أملس بمرور الوقت. كما تعد خياطة غُرز التثبيت الدائمة أمرًا ضروريًا في أغلب الأحيان لمنع الضغط الموجود على خط التثبيت من التسَبُّب بنَدْبَة تتضخِّم ببطء.

## إجراء "T" المعكوس
يُعتبر الشقّ المُستعرِض للمنطقة أسفل الثدي بواسطة طُعْم هالة الحلمة أحد الأساليب المُتَّبعة. وإذا كانت هناك زوائد كثيرة في الجلد، فإن الأسلوب البديل هو توسيع الشقّ بشكل جانبي (تتَبُّع إحدى الزوايا المطوية) أو شقّ المُنتصف بشكل عمودي (على شكل حرف T معكوس).
ويتم قصّ اللعوة بقُطْرٍ مُتَفَّق عليه مُسبقًا، بينما تُقْطَع الحلمة وتُستأصَل على شكل الفطيرة ثمَّ يُعاد بناؤها مرة أخرى. قد يؤدي هذا إلى فَقْد الحسّ المُتباين بسبب تمزق العصب.

## طُعْم الحلمة
عملية جراحية يتم خلالها أخذ طعم جلدي من منطقة أخرى في الجسم لتطعيم منطقة الحلمة في الثدي والتي تكون متأذية نتيجة رضوض أو حوادث أو عملية جراحية سابقة، تهدف هذه العملية بالدرجة الأولى لترميم منطقة الحلمة وتحسين شكلها وتعتبر من عمليات الجراحة التجميلية، ويمكن في بعض الحالات وضع طعوم صنعية لترميم منطقة الحلمة، وعادة ما تصنع هذه الطعومة من مواد خاصة مثل الكولاجين.

## إجراء ثقب المفتاح
توجد ثلاثة أساليب أساسية لإزالة النسيج الغُدَّي والدُهني الذي يُحيط بكُتلة الثدي والجلد الزائد الذي يُغطي هذه الكُتْلة.
بالنسبة للأثداء صغيرة الحجم، والتي تأخذ شكل حرف (A) أو شكل (B)صغير، من الممكن إجراء شقّ في الأنسجة المُحيطة باللعوة. وهذا يعني
عمل شقٍ دائري حول الهالة، بالإضافة إلى شقٍ دائريٍ داخلي للتخَلُّص من بعض أنسجة الهالة غير الضروريَّة. كما أنَّ شدّ الجلد إلى المُنتصف يؤدي إلى وجود بعض التجاعيد لكنه غالبًا ما يُصبح أملس مع الوقت. وسيؤدي أيضًا إلى وجود ضغطٍ شديد على خط النَدْبة، ولمنعها من التَمَدُّد، ينبغي القيام بخياطة بعض غُرز التثبيت الدائمة. وتساعد المحافظة على جلد الأَدَمَة الخارجي (الجلد الأولي) تحت الهالة الهامِشِيَّة على شفائها.
ويعمل شقّ ثقب المفتاح (تَصَوَّر المفتاح الهيكلي) على تكبير الشق حول اللعوة أكثر من خلال الغلق العموديّ أسفل الثدي (على شكل المَصَّاصة)، وتؤدي تلك العملية إلى شدّ الجلد غير المرغوب فيه إلى الداخل من كل الجوانب واستئصال الجلد الزائد.
تضيف عملية الشقّ المُثَبِّت شقَّا عرضيًا عادةً ما يكون في طيَّة تحت الثدي وذلك لاستئصال أكبر كم من الجلد الزائد. أمَّا التغطية أو التلبيس فهما خياران غير مرغوب فيهما. لكنهما من العمليات الاحتياطية التي تُجرى للحصول على أثداءٍ أكبر حجمًا أو مساحة سطحية أكبر من الناحية الطوبوغرافية مثل حالة النساء اللاتي يُعانين من ضُمور الثدي التالي للولادة.

### «الزاوية المطوية»
في بعض الأحيان، تكون الأطراف الجانبية طويلة نسبيًا، والمُصطلح الذي يستخدمه الأطبَّاء هو «تتبُّع الزاوية المطوية» في الإبط (أو تحت الذراع). والزاوية المطوية عبارة عن تجعد بغيض للجلد في زاوية الشقّ يظهر عندما يكون هناك تَجَمُعَّات كثيرة وتوجد عادةً عند زاوية أكبر من 30 درجة.
ولذلك من الطبيعي أن يقوم الجرَّاح بمُراجعة المريض لفَحْص خطوط الشقّ بعد مرور ثلاثة أشهر أو أكثر من الراحة ممَّا يُظْهِر بعض المناطق المُتبَقِّية التي لا تزال تعاني من المشكلات.
كما يُمكن دعم المعقد الهالي للحلمة بالعُنيقة التي تتميز بالمحافظة على بعض مُسَبِّبات الإحساس ومخزون الدم وبقائها كما هي، لكنها أيضًا تحمل بعض المساوئ؛ فعندما يكون لدى العُنَيْقة الكُتْلة الكافية، لا تُعطِ المظهر المُسَطَّح الذي يرغب فيه مُعظم مرضى التحول الجنسي من أنثى إلى ذكر (FTM).

### طُعْم الهالة
يتيح استخدام طُعْم الهالة الخالي من الحلمات أو الذي يحتوي على حلمات صغيرة زراعة الطُعْم الذي يعطي الشكل الذكوري بدِقَّة كما ينبغي، وتتوفر أفضل رؤية من خلال جلوس المريض على منضدة بشكلٍ مُستقيم عندما يكون تحت تأثير التخدير. ومن عيوبه أنه في بعض الأحيان قد يؤدي إلى قابلية الطُعم للرُسوخ الجزئي أو فشل الطُعم في الرسوخ مُطلقًا.
وهناك العديد من التقنيات لإعادة بناء الحلمة ووَشْم منطقة الهالة متى كان ذلك ضروريًا.